# Балинский, Борис Иванович
Борис Иванович Балинский (10 (23) сентября 1905, Киев, Российская империя
— 1 сентября 1997, Йоханнесбург, ЮАР) — украинский и южноафриканский зоолог, энтомолог, один из крупнейших эмбриологов мира, основоположник электронной микроскопии на Африканском континенте.

## Биография
Родился Борис Балинский 10 сентября 1905 года в Киеве. Он был старшим сыном преподавателя истории Ивана Балинского и учительницы биологии Елизаветы Радзимовской. Борис Балинский получил хорошее воспитание, интересовался поэзией, историей, музыкой. Борис брал уроки большого тенниса, играл на фортепиано, восхищался операми Вагнера. С детства он увлекался украинскими народными песнями. Каникулы проводил в селе Северинци в 80 километрах от Киева. Здесь жил его дед по маминой линии, священник (был расстрелян после установления советской власти). Дед подарил внуку книгу Аксакова «Собирание бабочек», что в какой-то степени и повлияло на выбор Борисом Балинском профессии.

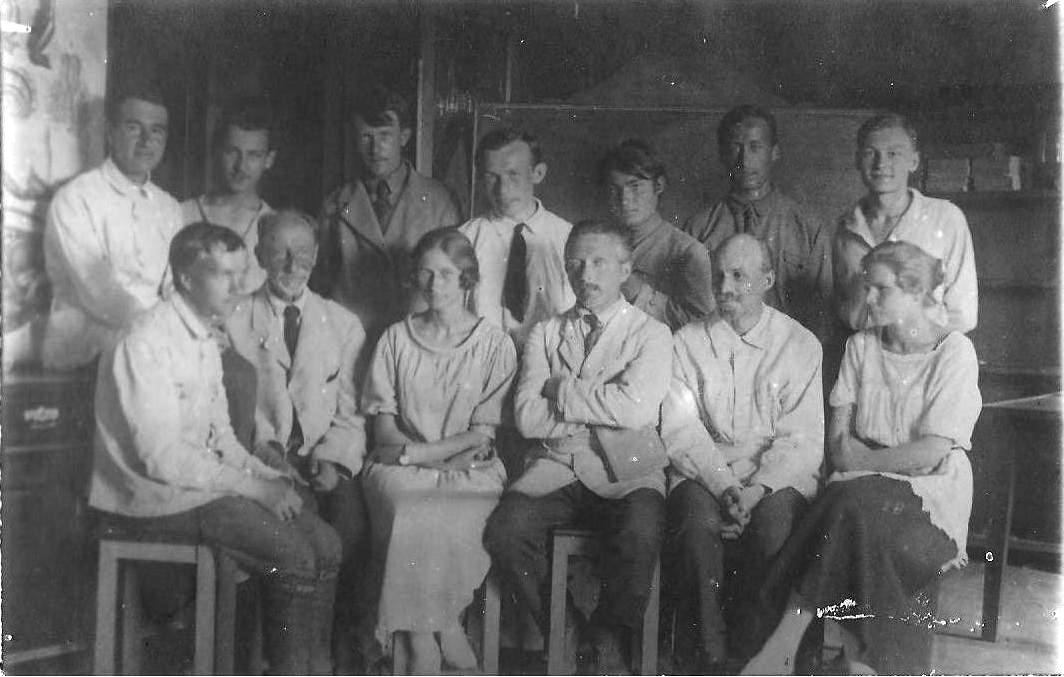
Kоллектив Верхней лаборатории (Киев): слева направо, нижний ряд: Яковлев, Семенкевич, Ек. Сингаевская, Д. Е. Белинг, И. И. Шмальгаузен, Машовец; верхний ряд: Воскресенский, Верны (?), Марковский, Петрушевский, Корсаковский, Брунсоп (?), Б. И. Балинский, 20 мая 1923

В 1923 году Балинский поступает в Высший институт народного образования имени Михаила Петровича Драгоманова (с 1926 г.— Киевский институт народного образования), где изучает зоологию.
В 1925 году печатает свою первую научную статью, а уже в 1932 году выходит в свет на украинском языке его монография «О развитии эмбриона из яйца». В следующем 1933 году Борис Балинский становится профессором эмбриологии в университете и одновременно заместителем директора Института зоологии Украинской академии наук. Директором института в тот период был его учитель профессор Иван Иванович Шмальгаузен.
В 1928 году молодой учёный вступил в брак с Екатериной Сингаевской, В 1934 году в семье Балинских родился сын, которого в честь деда назвали Иваном.
В 1936 году арестовывают жену Бориса Балинского за «антисоветскую деятельность». Молодого учёного лишают должности и освобождают с работы. Ему удалось устроиться в Киевский медицинский институт (КМИ). Здесь Б. И. Балинский смог продолжить свои научные эксперименты. Но, с началом Второй мировой войны мединститут был эвакуирован в Харьков. Переехал туда вместе с женой (освобождённой в марте 1939 года из лагерей) и Борис Балинский. Киевский мединститут затем, в связи с наступлением немецких войск, эвакуируется в Челябинск. Борис Иванович Балинский остаётся в оккупированном германскими войсками Харькове. Он получает должность профессора зоологии. В 1943 году его жена умирает от перитонита.
Б. Балинский с матерью и девятилетним сыном покинул Советский Союз вместе с отступавшими немецкими войсками. Б. И. Балинский сначала переезжает в Познань (территория Польши, которая была под оккупацией немцев). Здесь учёный устроился на работу в Институт рыбоводства. До конца войны приходилось ещё несколько раз менять место проживания: Берлин, Тюбинген, Гейдельберг. В конце концов семья Балинских оказалась в Мюнхене, где учёный получил должность профессора гистологии во временном университете, который учредила Организация Объединённых Наций. Здесь он познакомился с Элизабет Штенгель, впоследствии ставшей его женой (1947).
После закрытия временного университета Б. И. Балинский переезжает с семьёй в Великобританию. Борис Иванович Балинский был принят на работу в Институт генетики животных при Эдинбургском университете. В 1949 году родилась дочь Гелен. В этом же году Борису Балинскому предлагают должность преподавателя кафедры зоологии Йоганнесбургского университета в Южно-Африканской Республике (ЮАР). Уже через пять лет Борис Балинский возглавил кафедру зоологии.
В 1956 году он едет в научную командировку к США, в Йелльский университет, где знакомится со всемирно-известными учёными в отрасли биологии докторами Паладе и Портером сотрудниками Рокфеллерского института в Нью-Йорке. Борис Иванович Балинский в 1954-1973 гг. занимал должность заведующего кафедрой зоологии в крупнейшем в стране вузе – Витватерсрандском университете (University of the Witwatersrand). С 1965 по 1967 гг. был деканом биологического факультета.
Вплоть до 1987 года Борис Балинский заведовал кафедрой зоологии Йоганнесбургского университета.  На протяжении одиннадцати лет возглавлял электронно-микроскопическое общество Южной Африки. В 1966 году Б. Балинский был избран президентом Общества энтомологов Южной Африки. Занимал должность старосты русского православного прихода, названного в честь святого князя Владимира в Йоганнесбурге (РПЦЗ).  Борис Иванович Балинский выполнял также обязанности чтеца во время богослужений в русской церкви в Йоганнесбурге. Кроме науки, он увлекался игрой на фортепиано, живописью, садоводством и астрономией. Ему одному из немногих посчастливилось дважды наблюдать комету Галлея.
Сын Бориса Ивановича, Иван Борисович Балинский (1934–1986), выпускник Витватерсрандского университета, продолжил дело отца. С середины 1970-х он заведовал кафедрой зоологии в Университете штата Айова.
1 сентября 1997 года, не дожив 3 недели до своего 92-летия, Борис Иванович Балинский умер.

## Основные направления научной деятельности
Борис Иванович Балинский одним из первых стал интенсивно использовать в своих научных исследованиях в области эмбриологии электронно-микроскопические методы. Он был одним из первых, кто внедрил электронную микроскопию биологических объектов в Африке. Им написано свыше 130 научных трудов, из них 22 – украинским языком. Он написал несколько монографий по экспериментальной эмбриологии и энтомологии. Его научный труд о развитии земноводных, в 1984 году был отмечен, как наиболее цитируемая работа в этой отрасли мировой науки. Всеобщее признание получил учебник Б. Балинского «Введение в эмбриологию», который был издан в 1960 г. Впоследствии этот труд Бориса Ивановича Балинского переиздавался ещё семь раз на английском, по два раза на японском и итальянском языках, один раз на испанском языке. Это один из самых  популярных и самых распространённых учебников по эмбриологии. Именно Б. Балинский предусмотрел важную роль молекулярной биологии в выяснении ключевых механизмов эмбриогенеза.

### Энтомология
Немалым также является энтомологическое наследие учёного, он открыл и описал десятки видов насекомых, в основном веснянок, чешуекрылых и стрекоз. Ещё во время пребывания в Великобритании он написал статью с описанием новых видов веснянок с Кавказа. Во время работы в ЮАР он продолжил исследования веснянок и открыл ещё несколько видов. Там же он интересовался стрекозами. В течение 25 лет его личная коллекция составила более 4000 экземпляров 160 видов. Коллекцию он подарил Музею Трансвааля 1984 года. Балинский описал 11 новых видов стрекоз в Южной Африке. В последние годы своей жизни увлёкся исследованиями бабочек семейства огнёвок, описав около 100 новых видов.

## Основные сочинения
- An introduction to embryology / B.I. Balinsky ; assisted by B.C. Fabian. Philadelphia : Saunders College Pub., c. 1981
- Boris Ivan Balinsky - "Introduction to Embryology", Holt Rinehart & Winston, Edition: 5, (Hardcover, 1981)
- Boris I. Balinsky - "Memoir", 1988 | University of Illinois Archives